# 約翰斯·霍普金斯大學出版社
約翰霍普金斯大學出版社（英語：Johns Hopkins University Press，簡稱JHUP）是約翰霍普金斯大學的出版部門。它始建於1878年，擁有在美國連續運行的最古老的大學出版社的區別。該出版社出版的圖書，期刊和電子數據庫。考慮到其所有單位（圖書，期刊，履行，和電子資源），它是美國最大的大學出版社的競爭者。其總部設在美國馬里蘭州巴爾的摩市的查爾斯村居委會。

## 來源
1. ↑  . 大佳网. 2011-04-25  [2020-02-13]. （原始内容存档于2020-04-12） （中文（中国大陆））.
2. ↑  About the Press" （页面存档备份，存于）. Johns Hopkins University Press. http://www.press.jhu.edu/about/index.html （页面存档备份，存于）. Retrieved 5 July 2009.

## 外部連結
- 官方網站 （页面存档备份，存于）